# Dermestes rattus
Dermestes rattus är en skalbaggsart som beskrevs av Leconte 1854. Dermestes rattus ingår i släktet Dermestes och familjen ängrar.

## Underarter
Arten delas in i följande underarter:
- D. r. rattus
- D. r. tristis